# Гановер (Пенсільванія)
Гановер (англ. Hanover) — місто (англ. borough) в США, в окрузі Йорк штату Пенсільванія. Населення — 16 429 осіб (2020).

## Географія
Гановер розташований за координатами 39°48′42″ пн. ш. 76°59′1″ зх. д. / 39.81167° пн. ш. 76.98361° зх. д. (39.811734, -76.983678).  За даними Бюро перепису населення США в 2010 році місто мало площу 9,62 км², уся площа — суходіл.

## Демографія
Згідно з переписом 2010 року, у селищі мешкало 15 289 осіб у 6806 домогосподарствах у складі 3920 родин. Густота населення становила 1590 осіб/км².  Було 7263 помешкання (755/км²).
Расовий склад населення:
| - 91,9 % — білих - 1,2 % — чорних або афроамериканців - 1,0 % — азіатів - 0,2 % — корінних американців - 4,1 % — осіб інших рас |

До двох чи більше рас належало 1,6 %. Частка іспаномовних становила 7,3 % від усіх жителів.
За віковим діапазоном населення розподілялося таким чином: 20,3 % — особи молодші 18 років, 61,0 % — особи у віці 18—64 років, 18,7 % — особи у віці 65 років та старші. Медіана віку мешканця становила 40,7 року. На 100 осіб жіночої статі у селищі припадало 92,0 чоловіків;  на 100 жінок у віці від 18 років та старших — 88,8 чоловіків також старших 18 років.
Середній дохід на одне домашнє господарство  становив 57 602 долари США (медіана — 44 251), а середній дохід на одну сім'ю — 70 839 доларів (медіана — 58 383). Медіана доходів становила 44 225 доларів для чоловіків та 35 586 доларів для жінок. За межею бідності перебувало 17,2 % осіб, у тому числі 31,9 % дітей у віці до 18 років та 7,3 % осіб у віці 65 років та старших.
Цивільне працевлаштоване населення становило 7556 осіб. Основні галузі зайнятості: виробництво — 24,1 %, освіта, охорона здоров'я та соціальна допомога — 19,0 %, роздрібна торгівля — 11,9 %, науковці, спеціалісти, менеджери — 8,7 %.